# Augustin Ringeval
Augustin Ringeval (Aubigny-aux-Kaisnes, Aisne, 13 de abril de 1882 - Amélie-las-Bains, 5 de julio de 1967) fue un ciclista profesional francés entre 1905 y 1913. No se le conoce ninguna victoria, pero se clasificó varias veces entre los 10 primeros cursas como en el Tour de Francia, la Milà-San Remo o la París-Roubaix.

## Palmarés
- 1905
  - 2.º en la París-Valenciennes
- 1906
  - 2.º en la Burdeos-París
- 1908
  - 4.º en la París-Roubaix
  - 4.º a la Milà-San Remo
  - 5.º en la Burdeos-París
  - 5.º en la París-Bruselas
- 1910
  - 4.º en la Burdeos-París

### Resultados al Tour de Francia
- 1905. 6.º de la clasificación general
- 1906. Abandona (7.ª etapa)
- 1907. 8.º de la clasificación general
- 1908. Abandona (4.ª etapa)
- 1909. Abandona (12.ª etapa)
- 1910. 19.º de la clasificación general
- 1912. 30.º de la clasificación general
- 1913. Abandona (2.ª etapa)